# Daniel Bernal
Pour les articles homonymes, voir Bernal.
Bernal  García est un nom espagnol. Le premier nom de famille, en général paternel, est Bernal ; le second, en général maternel, souvent omis, est García.
José Daniel Bernal García, né le 15 mars 1973 à Bogota, est un coureur cycliste colombien. Il est avec Flober Peña le recordman de victoires sur le Tour de la Guadeloupe, qu'il a remporté à quatre reprises.

## Biographie
En août 2016, il dispute le Tour de la Guadeloupe, où il est contrôlé positif à l'EPO CERA. Il est suspendu jusqu'au 28 septembre 2020.

## Palmarès sur route
- 1992
  - Tour du Salvador
- 1995
  - Tour de la Guadeloupe
- 1997
  - 11e étape du Tour de Colombie
- 1998
  - 3e du Tour de la Guadeloupe
- 1999
  - Tour de la Guadeloupe
- 2000
  - Tour de la Guadeloupe :
    - Classement général
    - 3eb (contre-la-montre) et 6e étapes
- 2001
  - Prologue et 5e étape du Tour de la Guadeloupe
  - 3e du Tour de la Guadeloupe
- 2002
  - 8e étape du Tour du Guatemala
  - 2e du Tour de la Guadeloupe
  - 2e du Tour du Guatemala
- 2003
  - Tour de la Guadeloupe :
    - Classement général
    - 9eb étape
- 2004
  - 3e du Tour de Marie-Galante
- 2005
  - 9eb étape du Tour de la Guadeloupe (contre-la-montre)
  - 2e du Tour de Marie-Galante
  - 2e du Tour de la Guadeloupe
- 2006
  - 2e du Tour de la Guadeloupe
- 2009
  - 2eb étape du Tour de la Guadeloupe (contre-la-montre par équipes)
- 2010
  - Vuelta al Tolima
- 2016
  - 4eb étape du Tour de Marie-Galante (contre-la-montre)
  - 2e du Tour de Marie-Galante

## Classements mondiaux
| Année            | 2005 | 2006 | 2007 | 2008 | 2009 | 2010 | 2011 | 2012 | 2013   |
| ---------------- | ---- | ---- | ---- | ---- | ---- | ---- | ---- | ---- | ------ |
| UCI America Tour |      | 266e |      |      |      |      |      |      |        |
| UCI Europe Tour  | 878e | 487e |      |      |      |      |      |      | 1 152e |